# Live! at the Star-Club in Hamburg, Germany; 1962
Live! at the Star-Club in Hamburg, Germany; 1962 (en español: «¡En vivo! en el Star-Club, en Hamburgo, Alemania; 1962») es el segundo álbum en vivo doble de la banda de rock The Beatles, lanzado el 8 de abril de 1977. Fueron grabadas a finales de diciembre de 1962 en el Star-Club durante su última estancia en Hamburgo. El álbum fue lanzado en dos versiones diferentes, con un total de treinta canciones de la banda.
Las actuaciones fueron grabadas en una grabadora casera, dando como resultado una grabación de baja calidad. Ted "Kingsize" Taylor comenzó a investigar sobre la posible comercialización de las cintas en 1973. Las cintas fueron compradas finalmente por Paul Murphy y sometidas a un tratamiento de ampliación de audio para mejorar el sonido, lo que condujo al lanzamiento del álbum en 1977.
Aunque la mala calidad del sonido limita su atractivo comercial, el álbum proporciona una visión del grupo durante el periodo posterior a la unión de Ringo Starr, pero antes de la aparición de la Beatlemanía. The Beatles no tuvieron éxito en prohibir legalmente el primer lanzamiento del álbum; las grabaciones fueron reeditadas de varias maneras hasta 1998, cuando se le otorgaron los derechos de las actuaciones a The Beatles.

## Historia

### Antecedentes

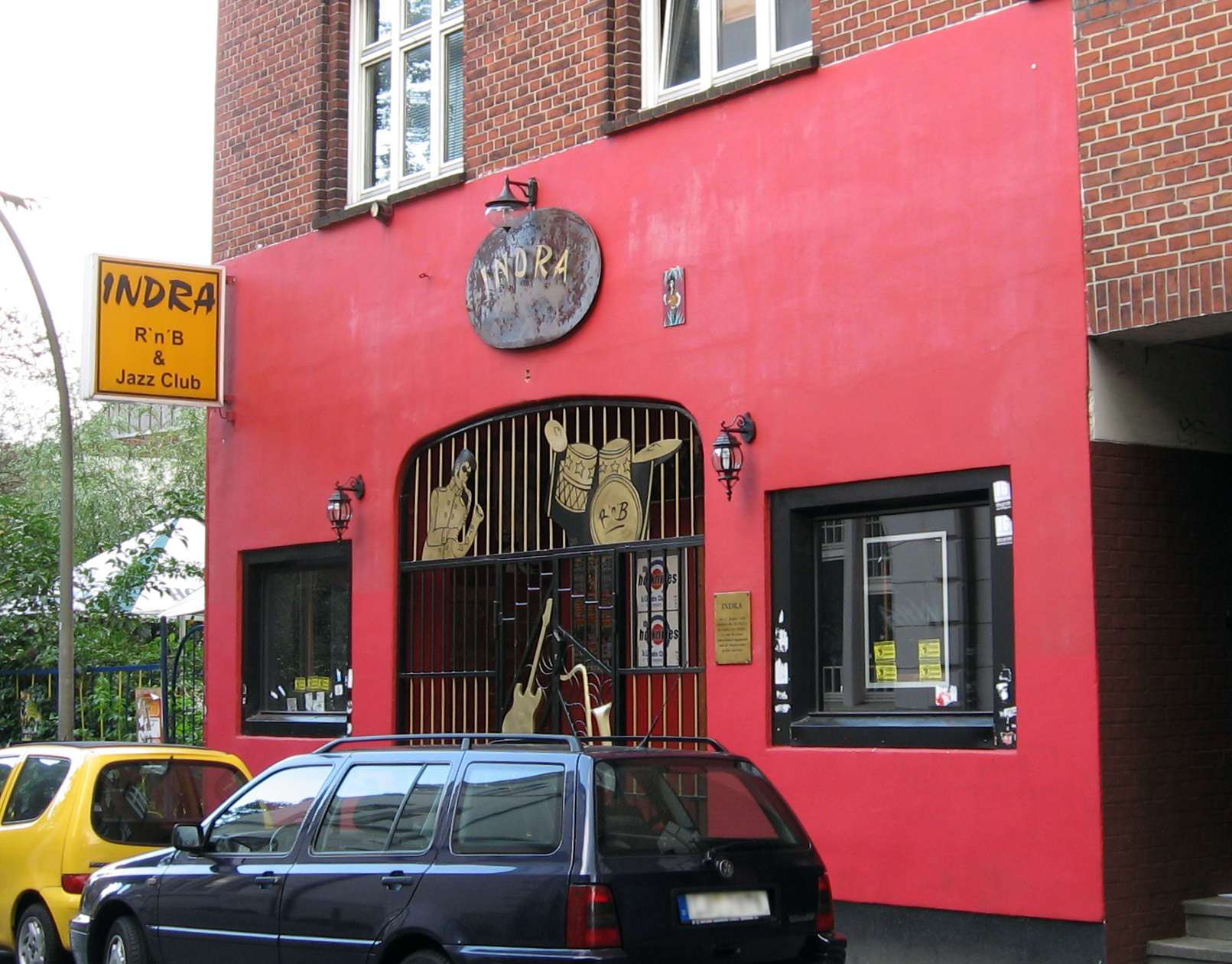
El Indra Club, donde The Beatles actuaron en su primera estancia en Hamburgo, tal como aparece en 2007.

La residencia de los cinco Beatles en Hamburgo durante 1960 a 1962 permitió a la banda de Liverpool desarrollar sus habilidades y ampliar su reputación. El batería Pete Best se unió a la banda en agosto de 1960 para garantizar su primera aparición en Hamburgo donde tocaron durante 48 noches en el Indra Club y 58 noches en el Kaiserkeller. Volvieron a Hamburgo en abril de 1961 para tocar en el Top Ten Club durante tres meses.
Un nuevo lugar de música en Hamburgo, el Star-Club, fue inaugurado el 13 de abril de 1962, con reservación para que tocaran The Beatles durante las primeras siete semanas. The Beatles regresaron a Hamburgo en noviembre y diciembre de 1962 debido a sus compromisos de la cuarta y quinta semana en el Star-Club. A diferencia de sus últimos tres viajes a Hamburgo, esta vez el batería de la banda era Ringo Starr, quien había sustituido a Best en agosto. Estaban de mal humor durante las actuaciones de sus dos últimas semanas, que iniciaron el 18 de diciembre, debido a que estaban ganando popularidad en Gran Bretaña y acababan de obtener su primer lanzamiento, el sencillo "Love Me Do" además del repentino fallecimiento de su exmiembro Stuart Sutcliffe.

### Grabación
Algunas de las últimas actuaciones por parte de The Beatles en el Star-Club fueron grabadas por el director de escena del club, Adrian Barber, para Ted "Kingsize" Taylor. Barber utilizó un magnetófono casero Grundig a una velocidad de cinta de 3¾ pulgadas por segundo, con un sencillo micrófono colocado en frente del escenario. Taylor, líder de The Dominoes (que también estaban tocando en el club), dijo que John Lennon acordó verbalmente con el grupo que iban a ser grabados a cambio de que Taylor les regalara una cerveza durante su actuación.
Inicialmente se afirmó que las cintas fueron grabadas en la primavera de 1962, indicando que fueron realizadas antes de que The Beatles firmaran con Parlophone en junio de 1962. No obstante, algunos arreglos de las canciones y los diálogos de las cintas dirigen a finales de diciembre de 1962, y el día 31 de diciembre de 1962 (el último día de la banda en Hamburgo) fue comúnmente citado como el día de la grabación. Más tarde, los investigadores propusieron que las cintas son de varios días durante la última semana de diciembre, que coincide con la descripción del primer mánager de The Beatles, Allan Williams, que afirmó que se grabaron durante cerca de tres horas en tres o cuatro sesiones entre Navidad y Año Nuevo.
Las cintas grabadas tienen al menos 33 canciones diferentes, además de que algunas canciones estaban repetidas. De las treinta canciones extraídas de las cintas, sólo dos composiciones pertenecían a Lennon/McCartney. Las otras eran una variedad de versiones de otros artistas, de las cuales diecisiete fueron nuevamente realizadas por The Beatles y aparecieron en sus álbum de estudio y Live at the BBC. Los arreglos que se hicieron en el Star-Club son similares a los realizados en las versiones que se grabaron posteriormente, aunque menos refinadas; sin embargo hay algunos casos con diferencias claras. Por ejemplo, "Mr. Moonlight" tiene un ritmo mucho más rápido, un corte instrumental de guitarra, y una letra intencionalmente alterada con Lennon declarando que él "está en sus narices" en vez de decir que él "está de rodillas", "Roll Over Beethoven" fue descrita como: "nunca ha recibido un ritmo tan vertiginoso".
El equipo y el método de grabación sin lugar a dudas dieron a las cintas una baja calidad. Las voces, incluso en el mejor de los casos, tienen un sonido "poco audible y distante". En algunas canciones, la voz es tan confusa que el etiquetado y las notas de las primeras copias del álbum daban información incorrecta sobre quién estaba cantando y cuál era la canción interpretada. Gran parte del diálogo de The Beatles es audible entre las canciones, que incluye discursos hacia el público, tanto en inglés y alemán, así como réplicas entre ellos. Las bromas son irreverentes y algunas veces groseras, un aspecto que pronto dejarían bajo la influencia del mánager Brian Epstein.

### Intentos de comercialización
Taylor dijo que se ofreció a vender las cintas a Brian Epstein en la década de 1960, pero Epstein no las consideró de valor comercial y sólo le ofreció £20. Taylor dijo que mantuvo las cintas olvidadas en su casa hasta 1973, cuando decidió buscar su comercialización. Williams relata una historia diferente a la de Taylor, afirmando que después de que Taylor regresara a Liverpool, había dejado las cintas con un ingeniero de grabación para editar un álbum de gran potencial. El proyecto nunca fue terminado y el ingeniero se mudó, y todo el intento de hacer algo con las cintas quedó atrás. En 1972, Williams, Taylor y el ingeniero tuvieron acceso a la oficina abandonada y recuperaron las cintas "debajo de una pila de escombros en el suelo".
Cuando la existencia de las cintas se hizo pública en julio de 1973, Williams tuvo la intención de pedir a Apple por lo menos £100,000 por ellas. Más tarde se reunió con George Harrison y Starr para ofrecerles las cintas en £5.000, pero se negaron alegando tener dificultades financieras en ese momento. Williams y Taylor se unieron con Paul Murphy, director de Buk Records, con la intención de publicar un álbum con el material de las cintas.

### Lanzamiento
Murphy compró las cintas y formó una nueva compañía, Lingasong Records, específicamente para el proyecto. El proyecto tuvo un costo de más de 100 000 dólares en el procesamiento del audio y elaboraron la mezcla de las canciones bajo la dirección de Larry Grossberg. La secuencia de las canciones fue reorganizada, y algunas de las canciones individuales fueron editadas con el fin de evadir las secciones defectuosas de la cinta o para compensar una grabación incompleta.
Después de un intento fallido de The Beatles para bloquear el lanzamiento del álbum, las 25 canciones de Live! at the Star-Club in Hamburg, Germany; 1962 fueron lanzadas por Lingasong. El primer álbum apareció en Alemania en abril de 1977 en asociación con Bellaphon Records, y fue lanzado en el Reino Unido el mes siguiente. En junio de 1977, el álbum apareció en Estados Unidos (en asociación con Atlantic Records), cuatro canciones fueron removidas y reemplazadas con cuatro canciones diferentes de las cintas.

### Reediciones
Durante las siguientes dos décadas, las grabaciones fueron autorizadas a varias discográficas, dando lugar a numerosas publicaciones con diferentes selecciones de pistas. En 1979, Pickwick Records realizó algunas mejoras de audio adicionales, filtrando y ecualizando las canciones de la versión estadounidense de Lingasong, y las publicó en dos volúmenes como First Live Recordings, el conjunto incluye la canción "Hully Gully", que fue acreditada erróneamente a la banda, pero en realidad fue grabada por Cliff Bennett and the Rebel Rousers, otra banda que actuaba en el Star-Club. En 1981, Audio Fidelity Enterprises lanzó Historic Sessions en el Reino Unido, la primera publicación que contenía los treinta temas originales de las cintas de The Beatles en el Star-Club. Varias canciones adicionales de las cintas del Star-Club han aparecido en distintos bootlegs de The Beatles en los últimos años.
Las grabaciones fueron lanzadas en dos CD por el gigante de la industria Sony Music en 1991, desatando una renovada lucha jurídica con The Beatles (representado por Paul McCartney, Harrison, Starr, y Yoko Ono). Sony también produjo una versión específicamente para su subsidiaria Columbia, pero Sony retiró los títulos en 1992 conforme fue progresando la demanda. En 1996, Ligansong lanzó el álbum en CD, provocando otra demanda de The Beatles; el caso se decidió en 1998 a favor de The Beatles, a quienes se les concedieron la propiedad de las cintas y los derechos exclusivos para su uso. Harrison apareció personalmente para presentar pruebas al caso, y su testimonio fue citado como un factor importante en la decisión del juez. Harrison describió a la afirmación de que Lennon dio permiso a Taylor de grabarlos como "un montón de basura" y añadió: "Una persona ebria grabando a otro puñado de borrachos no establece un verdadero negocio".

## Recepción
El álbum tuvo un limitado éxito comercial, alcanzando la posición 111 durante un plazo de siete semanas en la lista estadounidense de álbumes Billboard 200. En las revisiones del álbum importó más la mala calidad del sonido que la importancia histórica y la perspectiva que brinda de The Beatles. El revisor de Rolling Stone John Swenson llamó al álbum "mal grabado pero fascinante", y comentó que muestra a The Beatles como "novatos, pero muy convincentes". Allmusic, durante la revisión de una de las reediciones del álbum, escribió: "Los resultados fueron de muy baja calidad, y a pesar del enorme éxito de The Beatles, le tomó quince años a Taylor para encontrar a alguien codicioso y lo suficientemente sin vergüenza como para publicar estas grabaciones". La revista Q describió a las grabaciones de "gran interés histórico", y señaló: "El contenido parece ser muy valioso, pero el sonido en sí es terrible, como el de una gran fiesta en la puerta de al lado." George Harrison dijo respecto al álbum: "¡Las cintas del Star-Club han sido las más miserables grabaciones jamás realizadas a nuestro nombre!".

## Lista de canciones

### Versión británica
(Bellaphon BLS5560/Lingasong LNL1)
Cara uno
1. Introducción/"I Saw Her Standing There" (John Lennon, Paul McCartney): 0:34/2:22
2. "Roll Over Beethoven" (Chuck Berry): 2:15
3. "Hippy Hippy Shake" (Chan Romero): 1:42
4. "Sweet Little Sixteen" (Berry): 2:45
5. "Lend Me Your Comb" (Kay Twomey, Fred Wise, Ben Weisman): 1:44
6. "Your Feet's Too Big" (Ada Benson, Fred Fisher): 2:18

Cara dos
1. "Twist and Shout" (Phil Medley, Bert Russell): 2:03
2. "Mr. Moonlight" (Roy Lee Johnson): 2:06
3. "A Taste of Honey" (Bobby Scott, Ric Marlow): 1:45
4. "Bésame Mucho" (Consuelo Velázquez, Sunny Skylar): 2:36
5. "Reminiscing" (King Curtis): 1:41
6. "Kansas City/Hey, Hey, Hey, Hey" (Jerry Leiber, Mike Stoller, Richard Penniman): 2:09

Cara tres
1. "Nothin' Shakin' (But the Leaves on the Trees)" (Eddie Fontaine, Cirino Colacrai, Diane Lampert, John Gluck): 1:15
2. "To Know Her Is to Love Her" (Phil Spector): 3:02
3. "Little Queenie" (Berry): 3:51
4. "Falling in Love Again (Can't Help It)" (Frederick Hollander, Sammy Lerner): 1:57
5. "Ask Me Why" (Lennon, McCartney): 2:26
6. "Be-Bop-A-Lula" (Gene Vincent, Bill Davis): 2:29
  - Fred Fascher, el camarero del Star-Club, fue invitado para ser el vocalista líder[32]
7. "Hallelujah I Love Her So" (Ray Charles): 2:10
  - Horst Fascher, el mánager del Star-Club, fue invitado para ser el vocalista líder[32]

Cara cuatro
1. "Red Sails in the Sunset" (Jimmy Kennedy, Hugh Williams): 2:00
2. "Everybody's Trying to Be My Baby" (Carl Perkins): 2:25
3. "Matchbox" (Perkins): 2:35
4. "I'm Talking About You" (Berry): 1:48
5. "Shimmy Like Kate" (Armand Piron, Fred Smith, Cliff Goldsmith): 2:17
  - Basada en los arreglos de la canción "I Wish I Could Shimmy Like My Sister Kate" de The Olympics[29]
6. "Long Tall Sally" (Enotris Johnson, Robert Blackwell, Penniman): 1:45
7. "I Remember You" (Johnny Mercer, Victor Schertzinger): 1:54

### Versión estadounidense
(Lingasong/Atlantic LS-2-7001)
La versión estadounidense incluye todas las canciones anteriores excepto "I Saw Her Standing There", "Twist and Shout", "Reminiscing", y "Ask Me Why", y fueron sustituidas por las siguientes cuatro canciones:
1. Introducción/"I'm Gonna Sit Right Down and Cry (Over You)" (Joe Thomas, Howard Biggs): 3:04
2. "Where Have You Been All My Life?" (Barry Mann, Cynthia Weil): 1:55
3. "Till There Was You" (Meredith Willson): 1:59
4. "Sheila" (Tommy Roe): 1:56

## Grupo
- George Harrison: guitarra líder; armonía vocal y coros; voz líder en las pistas 2, 11, 13, 21, US17.
- John Lennon: guitarra rítmica; armónica y coros; armónica en la pista 26; voz líder en las pistas 4, 5 (compartida), 7, 8, 14, 17, 22, 23, 24, US1, US7.
- Paul McCartney: bajo; armónica y coros; voz líder en las pistas 1, 3, 5 (compartida), 6, 9, 10, 12, 15, 16, 20, 25, 26, US11.
- Ringo Starr: batería.